# Prolais elbursalis
Prolais elbursalis là một loài bướm đêm trong họ Crambidae.